# Lupin Sansei Official Magazine
Rupan Sansei official Magazine (ルパン三世officialマガジン?, Rupan Sansei official Magajin) è una rivista trimestrale giapponese dedicata a Lupin III di Monkey Punch, pubblicata da Futabasha dal 2004. Oltre alla serializzazione dei manga sul personaggio, vi sono anche news, informazioni e fan art. Il 6 dicembre 2007 ne è uscita anche una versione ridotta, dal titolo "Rupan Sansei official Magazine Mini" (ルパン三世officialマガジンmini?, Rupan Sansei official Magajin Mini).

## Contenuti principali
- Angolo rotocalco (prime edizioni)
- Serializzazione dei manga
- Descrizione dei lavori e dell'artista
- Interviste allo staff delle serie televisive
- Presentazione delle colonne sonore degli Special TV annuali
- Angolo della posta
- Recensioni, anteprime e idee scartate sugli Special TV annuali (come successo per La lampada di Aladino)

## Serializzazioni

### Manga pubblicati attualmente
Rupan Sansei M (ルパン三世M?, Rupan Sansei M)
Storie tratte dagli anime, ad opera di Yukio Miyama.
Rupan Chick (ルパンチック?, Rupan Chikku)
Storie yonkoma ad opera di Sadatarō create con uno stile molto simile a quello di Monkey Punch.
Keibu Zenigata (警部銭形?, Keibu Zenigata, lett. "Ispettore Zenigata")
Storie interamente dedicate a Zenigata, realizzate da Tai Okada.
Rupan Sansei H (ルパン三世H?, Rupan Sansei H)
Storie tratte dagli anime ad opera di Naoya Hayakawa, a partire dall'estate 2009.
Rupan Sansei Y (ルパン三世Y?, Rupan Sansei Y)
Storie tratte dagli anime, ad opera di Masatsuki Yamakami. Pubblicate prima su Weekly Manga Action dal 1998 al 2003, la loro serializzazione riprese su Rupan Sansei official Magazine nell'estate del 2009.

### Manga pubblicati in passato
M.F.C.
Manga su una società di ladri con a capo Fujiko Mine. Il titolo è l'acronimo di "Mine Fujiko Company". Idea originale di Monkey Punch, disegni di Izo Suzuki. Serializzato dal numero 12 (2006) al numero dell'estate 2009.
Rupan Sansei (ルパン三世?, Rupan Sansei)
Cinque storie scritte da Satosumi Takaguchi e disegnate da Shusay, pubblicate su Weekly Manga Action nel 1997 e ripubblicate dall'estate 2009 alla primavera 2010 su Rupan Sansei official Magazine. In altre edizioni è chiamato Rupan Sansei - Takaguchi Shusay supesharu hen (ルパン三世—Takaguchi Shusayスペシャル版? lett. "Lupin III - Edizione speciale di Takaguchi e Shusay"), Rupan Sansei - Supesharu hen (ルパン三世 スペシャル版? lett. "Lupin III - Edizione speciale") e LUPIN The 3rd S supesharu hen (LUPIN The 3rd S スペシャル版? lett. "Lupin the 3rd S - Edizione speciale").